# Pedrógão Grande (freguesia)
Pedrógão Grande is een plaats (freguesia) in de Portugese gemeente Pedrógão Grande en telt 2788 inwoners (2001).